# Юньков, Михаил Юрьевич
Михаил Юрьевич Юньков (род. 16 февраля 1986, Воскресенск, Московская область) — российский хоккеист, нападающий. Младший брат хоккеиста Александра Юнькова.

## Карьера
Воспитанник воскресенского «Химика». Начал профессиональную карьеру в 2001 году во втором составе московских «Крыльев Советов». На следующий сезон дебютировал в основном составе. Активно вызывался в юниорскую и молодёжную сборные России (U18) и (U20). В молодёжке завоевал золотые медали на чемпионате мира в 2004 году и дважды серебро в 2005 и 2006 годах.
В сезоне 2005/06 перешёл в казанский «Ак Барс». В составе казанцев стал чемпионом России. Сезоны 2007/08 и 2008/09 провёл в московском «Спартаке», где в это же время выступал его брат.
В Казань вернулся в сезоне 2009/10 и вновь взял золото чемпионата, добавив в свой список наград и Кубок Гагарина. В начале сезона 2010/11 вернулся в «Спартак». 15 января 2014 года был обменян в магнитогорский «Металлург» на денежную компенсацию.
26 декабря 2021 года объявил о завершении карьеры.

## Достижения
- Чемпион мира 2003—2004 в составе юниорской сборной России (U18)
- Серебряный призёр чемпионата мира 2004—2005 в составе юниорской сборной России (U20)
- Чемпион мира 2005—2006 в составе юниорской сборной России (U20)
- Чемпион России 2005—2006 в составе «Ак Барса»
- Обладатель Кубка Европейских Чемпионов 2007
- Обладатель Кубка Гагарина 2009—2010 в составе «Ак Барса»
- Обладатель Кубка Гагарина 2013—2014 в составе «Металлурга»